# Can't Rely on You
Can't Rely on You is een nummer van de Britse zangeres Paloma Faith uit 2014. Het is eerste single van haar derde studioalbum A Perfect Contradiction.
"Can't Rely on You" werd geschreven door Faith en Pharrell Williams, die ook op het nummer te horen is als achtergrondzanger. De tekst gaat over wantrouwen en gebroken beloftes in een mislukte relatie. Het nummer werd een hit in het Verenigd Koninkrijk, waar het de 10e positie bereikte. In Nederland was het iets minder succesvol met een 2e positie in de Tipparade, terwijl het in de Vlaamse Ultratop 50 een bescheiden 18e positie bereikte.

## Tracklijst
- Muziekdownload

1. "Can't Rely on You" - 3:19